# Walesiek a mametz-i erdőnél
A Walesiek a mametz-i erdőnél (The Welsh at Mametz Wood) Christopher Williams festménye, amely a cardiffi nemzeti múzeum (National Museum of Wales) gyűjteményének része.
A festményt David Lloyd George brit miniszterelnök rendelte meg a walesi festőtől, aki elsősorban portréival szerzett hírnevet magának, így a művész engedélyt kapott az első világháborús nyugati front felkeresésére. A képet 1920-ban Archibald Mitchelson és felesége adományozta a walesi múzeumnak.
A mametz-i erdőnél öt napon át folyt a harc az somme-i ütközet részekén 1916. július 7. és július 12. között. A német védvonalakat a 38. walesi hadosztály rohanta meg, amely addig tartalékban volt. A tapasztalatlan walesiek több ezer katonát vesztettek az ütközetben.
Christopher Williams, ellentétben több korabeli képpel, nem a csata utáni nyugodt pillanatokat örökítette meg, hanem az ütközet „mészárszékét”. A nagyméretű kép véres és brutális, az egy tömegben gomolygó harcosok kézitusát vívnak a német lövészárok birtoklásáért.